# Jeanne Moreau

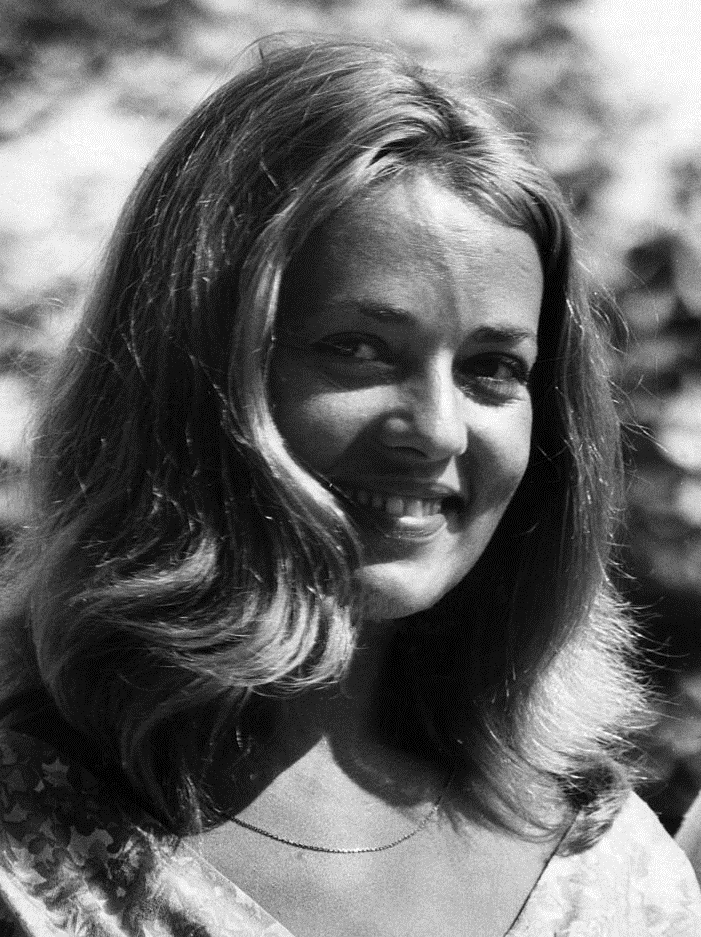
Jeanne Moreau (1958)

Jeanne Moreau [žann moró] (23. ledna 1928 Paříž – 31. července 2017 Paříž) byla francouzská divadelní a filmová herečka, filmová režisérka a zpěvačka.
Celkem se podílela na více než 120 filmech. Především v padesátých a šedesátých letech 20. století patřila k nejpopulárnějším filmovým hvězdám.

## Život a kariéra
Byla dcerou britské tanečnice a francouzského barmana. Když jí bylo 11 let, rodiče se rozvedli. Od roku 1946 studovala na pařížské konzervatoři Conservatoire national supérieur d'art dramatique a už v letech 1948-1952 hrála v divadle Comédie-Française. V roce 1952 odešla do experimentálního Théâtre National Populaire, ale působila i na jiných scénách, včetně Broadwaye.
V 50. letech získala několik divadelních cen. K nejoceňovanějším patřily její role v Pygmalionu G. B. Shawa a v Pekelném stroji Jeana Cocteaua z roku 1954.
V roce 1948 debutovala též ve filmu. Po menších rolích, jako byl např. snímek Nesahejte na prachy s Jeanem Gabinem z roku 1953, měla první větší úspěch ve filmech Výtah na popraviště (1957) a Milenci (1958) v režii Louise Malle a postupně se prosadila jako významná filmová herečka.
Zejména v 60. letech následovaly četné hlavní role ve francouzských i mezinárodních produkcích mnoha významných režisérů, jako například Michelangelo Antonioni (Noc), Orson Welles (Proces), Luis Buñuel (Deník komorné), François Truffaut (Nevěsta byla v černém), Roger Vadim (Nebezpečné známosti), Tony Richardson (Slečna učitelka) nebo Peter Brook (Moderato Cantabile). Velkou proslulost získala rolí Cathérine v Truffautově filmu Jules a Jim z roku 1962, kterou lze v její filmografii považovat za významnou.
V dalších letech spolupracovala například v roku 1982 s Rainerem Fassbinderem ve filmu Querelle nebo s Wimem Wendersem ve snímku Až na konec světa z roku 1991.
Souběžně s filmovou tvorbou i nadále hrála v divadle. Na dvou filmech se podílela jako režisérka. Ve Francii je populární též jako zpěvačka a v roce 1964 získala cenu Grand Prix du Disque.
Byla dvakrát vdaná. Z prvního manželství (1949–1951) s hercem Jean-Louisem Richardem se narodil syn Jérôme Duvon, který se stal úspěšným malířem. V letech 1977–1980 byla provdána za režiséra Williama Friedkina.

## Filmografie (výběr)

### Celovečerní filmy
- 1952 : Muž mého života (L'Homme de ma vie), režie Guy-André Lefranc
- 1953 : Ložnice dospívajících dívek (Dortoir des grandes), režie Henri Decoin
- 1954 : La Reine Margot (La Reine Margot), režie Jean Dréville
- 1954 : Les Intrigantes (Les Intrigantes), režie Henri Decoin
- 1954 : Nesahejte na prachy (Touchez pas au grisbi), režie Jacques Becker
- 1954 : Tajemství ložnic (Secrets d'alcove), víc režisérů
- 1955 : Benzin a olej (Gas-Oil), režie Gilles Grangier
- 1958 : Milenci (Les Amants), režie Louis Malle
- 1958 : Výtah na popraviště (Ascenseur pour l'échafaud), režie Louis Malle
- 1959 : Nebezpečné známosti (Les Liaisons dangereuses), režie Roger Vadim
- 1959 : Nikdo mne nemá rád (Les Quatre cents coups), režie François Truffaut
- 1960 : Moderato cantabile (Moderato cantabile), režie Peter Brook
- 1961 : Noc (La Notte), režie Michelangelo Antonioni
- 1961 : Žena je žena (Une femme est une femme), režie Jean-Luc Godard
- 1962 : Eva (Eva), režie Joseph Losey
- 1962 : Jules a Jim (Jules et Jim), režie François Truffaut
- 1962 : Proces (Le Procès), režie Orson Welles
- 1963 : Andělská zátoka (La Baie des anges), režie Jacques Demy
- 1963 : Banánová slupka (Peau de banane), režie Marcel Ophüls
- 1963 : Bludička (Le Feu follet), režie Louis Malle
- 1963 : Vítězové (The Victors), režie Carl Foreman
- 1964 : Deník komorné (Le Journal d'une femme de chambre), režie Luis Buñuel
- 1964 : Mata Hari (Mata Hari, agent H21), režie Jean-Louis Richard
- 1964 : Vlak (The Train), režie John Frankenheimer a Arthur Penn
- 1964 : Žlutý Rolls-Royce (The Yellow Rolls-Royce), režie Anthony Asquith
- 1965 : Falstaff (Falstaff), režie Orson Welles
- 1965 : Viva Maria! (Viva Maria!), režie Louis Malle
- 1966 : Slečna učitelka (Mademoiselle), režie Tony Richardson
- 1967 : Le Plus vieux métier du monde (Le Plus vieux métier du monde), víc režisérů
- 1967 : Námořník z Gibraltaru (The Sailor from Gibraltar), režie Tony Richardson
- 1968 : Nesmrtelný příběh (Une histoire immortelle), režie Orson Welles
- 1968 : Nevěsta byla v černém (La Mariée était en noir), režie François Truffaut
- 1969 : Tělo Diany (Le Corps de Diane), režie Jean-Louis Richard
- 1972 : Nathalie Granger (Nathalie Granger), režie Marguerite Duras
- 1974 : Buzíci (Les Valseuses), režie Bertrand Blier
- 1974 : Vyvolení (La Race des 'seigneurs'), režie Pierre Granier-Deferre
- 1975 : Vzpomínky na Francii (Souvenirs d'en France), režie André Téchiné
- 1976 : Pan Klein (Monsieur Klein), režie Joseph Losey
- 1976 : Poslední magnát (The Last Tycoon), režie Elia Kazan
- 1982 : La Truite (La Truite), režie Joseph Losey
- 1982 : Querelle (Querelle), režie Rainer Werner Fassbinder
- 1982 : Tisíc miliard dolarů (Mille milliards de dollars), režie Henri Verneuil
- 1990 : Brutální Nikita (Nikita), režie Luc Besson
- 1991 : Až na konec světa (Bis ans Ende der Welt), režie Wim Wenders
- 1991 : Přerušený krok čápa (To Meteoro vima tou pelargou), režie Theodoros Angelopoulos
- 1991 : Stará dáma která se procházela v moři (La Vieille qui marchait dans la mer), režie Laurent Heynemann
- 1992 : Milenec (L'Amant), režie Jean-Jacques Annaud
- 1993 : Mapa lidského srdce (Map of the Human Heart), režie Vincent Ward
- 1995 : Les Cent et une nuits de Simon Cinéma (Les Cent et une nuits de Simon Cinéma), režie Agnès Varda
- 1995 : Za mraky (Par-delà les nuages), režie Michelangelo Antonioni a Wim Wenders
- 1997 : Zamilovaná čarodějka (Un amour de sorciere), režie René Manzor
- 2001 : Taková láska (Cet amour-là), režie Josée Dayan
- 2005 : Čas, který zbývá (Le Temps qui reste), režie François Ozon
- 2009 : Tvář (Visage), režie Ming-liang Tsai
- 2012 : Estonka v Paříži (Une Estonienne à Paris), režie Ilmar Raag

### Televize
- 1999 : Balzac (Balzac), televizní film, režie Josée Dayan
- 2000 : Bídníci (Les Misérables), televizní film, režie Josée Dayan
- 2001 : Zaidina pomsta (Zaïde, un petit air de vengeance), televizní film, režie Josée Dayan
- 2005 : Prokletí králové (Les Rois maudits), televizní seriál, režie Josée Dayan
- 2008 : Neptunův trojzubec (Sous les vents de Neptune), televizní film, režie Josée Dayan

## Ocenění

### César
Ocenění
- 1992: César pro nejlepší herečku za film Stará dáma která se procházela v moři
- 1995: Čestný César
- 2008: Čestný César

Nominace
- 1987: César pro nejlepší herečku ve vedlejší roli za film Le Paltoquet
- 1988: César pro nejlepší herečku za film Le Miraculé

### Molièrova cena
Nominace
- 1988: Molièrova cena pro herečku za představení Le Récit de la servante Zerline

Nominace
- 1987: Molièrova cena pro herečku za představení Le Récit de la servante Zerline

### Jiná ocenění
- 1998: Čestný Oscar
- 2005: Cena Konstantina Stanislavského